# Mikkel Maigaard
Mikkel Maigaard (Varde, 1995. szeptember 20. –) dán korosztályos válogatott labdarúgó, a norvég Sarpsborg 08 középpályása.

## Pályafutása

### Klubcsapatokban
Maigaard a dániai Varde városában született. Az fijúsági pályafutását a helyi Varde IF-nél kezdte. 13 évesen az Esbjerghez igazolt. A felnőtt csapatban 2013, szeptember 26-án, az Aalborg Chang ellen 7–1-re megnyert kupamérkőzésen debütált és megszerezte első gólját is. Első profi mérkőzése a 2013. december 12-ei, a Red Bull Salzburg ellen 3–0-ra elvesztett Európa-liga mérkőzés volt, ahol a 82. percben váltotta Jakob Andersent. 2015 nyarán a harmadosztályú Brabrand IF-hez igazolt.
2016. február 1-jén az izlandi ÍBV csapatához szerződött két évre. 2018. január 12-én a norvég Raufosshoz igazolt.
2019. augusztus 1-jén a Strømsgodsethez csatlakozott. Először a 2019. augusztus 5-ei, Bodø/Glimt elleni mérkőzésen lépett pályára. Első gólját augusztus 25-én, a Sarpsborg 08 ellen 2–1-re megnyert mérkőzésen szerezte.
2021. augusztus 31-én 2½ éves szerződést kötött a Sarpsborg 08 együttesével. 2021. szeptember 1-én, a Haugesund elleni mérkőzés 60. percében Kristian Opseth cseréjeként debütált. 2022. március 20-án, a Molde ellen 4–2-re elvesztett kupamérkőzésen megszerezte első gólját.

### A válogatottban
Maigaard az U18-as és U19-es korosztályban képviselte Dániát.

## Statisztikák
2022. szeptember 18. szerint
| Klub         | Szezon   | Osztály          | Bajnokság | Bajnokság | Kupa  | Kupa | Nemzetközi | Nemzetközi | Összesen | Összesen |
| Klub         | Szezon   | Osztály          | Meccs     | Gól       | Meccs | Gól  | Meccs      | Gól        | Meccs    | Gól      |
| ------------ | -------- | ---------------- | --------- | --------- | ----- | ---- | ---------- | ---------- | -------- | -------- |
| Esbjerg      | 2013–14  | Danish Superliga | 0         | 0         | 1     | 1    | 1          | 0          | 2        | 1        |
| ÍBV          | 2016     | Pepsideild       | 20        | 2         | 4     | 2    | —          | —          | 24       | 4        |
| ÍBV          | 2017     | Pepsideild       | 16        | 2         | 4     | 1    | —          | —          | 20       | 3        |
| ÍBV          | Összesen | Összesen         | 36        | 4         | 8     | 3    | 0          | 0          | 44       | 7        |
| Raufoss      | 2018     | divisjon 2.      | 26        | 5         | 2     | 0    | —          | —          | 28       | 5        |
| Raufoss      | 2019     | OBOS-ligaen      | 15        | 10        | 2     | 1    | —          | —          | 17       | 11       |
| Raufoss      | Összesen | Összesen         | 41        | 15        | 4     | 1    | 0          | 0          | 45       | 16       |
| Strømsgodset | 2019     | Eliteserien      | 15        | 4         | 0     | 0    | —          | —          | 15       | 4        |
| Strømsgodset | 2020     | Eliteserien      | 28        | 5         | 0     | 0    | —          | —          | 28       | 5        |
| Strømsgodset | 2021     | Eliteserien      | 14        | 1         | 1     | 1    | —          | —          | 15       | 2        |
| Strømsgodset | Összesen | Összesen         | 57        | 10        | 1     | 1    | 0          | 0          | 58       | 11       |
| Sarpsborg 08 | 2021     | Eliteserien      | 13        | 0         | 1     | 0    | —          | —          | 14       | 0        |
| Sarpsborg 08 | 2022     | Eliteserien      | 20        | 7         | 2     | 2    | —          | —          | 22       | 9        |
| Sarpsborg 08 | Összesen | Összesen         | 33        | 7         | 3     | 2    | 0          | 0          | 36       | 9        |
| Összesen     | Összesen | Összesen         | 167       | 36        | 17    | 8    | 1          | 0          | 185      | 44       |

## Sikerei, díjai
ÍBV
- Izlandi Kupa
  - Győztes (1): 2017
  - Döntős (1): 2016

## Fordítás
Ez a szócikk részben vagy egészben  a   Mikkel Maigaard című angol Wikipédia-szócikk fordításán alapul.  Az eredeti cikk szerkesztőit annak laptörténete sorolja fel. Ez a jelzés csupán a megfogalmazás eredetét és a szerzői jogokat jelzi, nem szolgál a cikkben szereplő információk forrásmegjelöléseként.